# Крупшево (Калининский район)
Кру́пшево — деревня в Калининском районе Тверской области. Относится к Каблуковскому сельскому поселению.
Расположена восточнее Твери, на берегу реки Орша. В 3 км к юго-западу от села Каблуково.
В 1997 году — 12 хозяйств, 24 жителя.